# Глинські

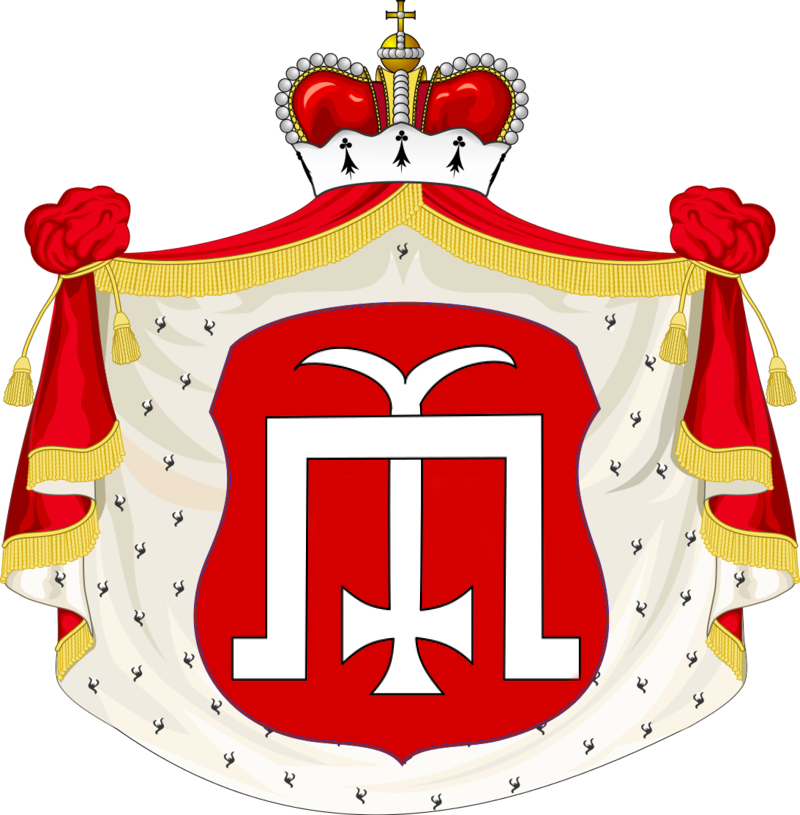
Герб Глинських

Глинські — княжий рід Великого князівства Литовського, Руського і Жемайтійського та Московського Великого князівства.
Рід мав половецьке коріння, за даними літописів і родоводів його родоначальником є відомий темник Золотої Орди Мамай. Син останнього, Мансур-Кият, після 1380 року осів на Задніпров'ї, заснувавши Глинськ, Полтаву й Глинницю. Спадкоємцем цих володінь став його син Лекса (Олександр), який, прийнявши християнство, разом зі своїм сином Іваном почав служити великому князю литовському Вітовту. 
Першим, надійно зафіксованим джерелами представником роду був Іван Олександрович Глинський (згадується в 1398 р.), який був одружений з дочкою князя Данила Острозького Анастасією.
Рід користувався власним гербом — Глинський, який походить від татарської родової тамги.
За гіпотезою Шимона Окольського, рід Глинських походить від сіверських князів.

## Короткі відомості
У Івана Олександровича від шлюбу з Анастасією Острозькою було два сина — Борис і Семен, які започаткували дві лінії роду: старший син – литовську, а молодший – черкасько-смоленську. Найвизначнішим представником першої (перервалася 1602) був князь Михайло Глинський, який на зламі 1508–09 емігрував до Москви разом зі своїми братами Іваном Львовичем (1505–07 – київський воєвода) та Василем Львовичем. Дочка Івана Олена (р. н. невід. – 13(04)1538) 1526 року вийшла заміж за великого князя московського Василія III Івановича, ставши матір'ю Івана IV. Із черкасько-смоленської лінії (перерваної бл. 1576) найвідомішим був Богдан Федорович – Путивльський намісник з 1495 року, захоплений у полон під час штурму міста московськими військами (1500). Його нащадки титулувалися князями путивльськими. Князі Глинські, що фіксуються за новітніх часів, походять зі смоленського відгалуження черкасько-смоленської лінії роду.

## Родовід
Родовід поданий за монографією Л. Войтовича «Князівські династії Східної Європи (кінець IX — початок XVI ст.): склад, суспільна і політична роль». .
- Мамай Кият (1335? — 1380) — золотординський беклярбек і темник з роду Кият. Фактичний правитель західної частини Золотої Орди у 1362–1380 рр.
  - Мансур Киятович Мамай (? — після 1392)
    - Скіндир (Іскандер) (? — ?)
    - Лекса (Олександр) Мамай-Глинський (? — після 1399)
    - Іван Олександрович Глинський (? — 1425?) ~ княгиня Анастасія Данилівна Острозька
      - Борис Іванович Глинський (? — 1451) — Вперше згадується з 1432 року. Сподвижник Свидригайла Ольгердовича (1442). ~ вдова князя Івана Корибутовича
        - Лев Борисович Глинський Сліпий (? — ?)
          - Глинський Іван Львович «Мамай» (? — 1522) — київський воєвода (1500—1507), з 1507-го — новгородський. Йому був наданий великим князем литовським Олександром Гостомель. Дружина — невідома Романівна Іванцевич.
          - Василь Львович Глинський Сліпий Мамай (? — 1522)[1] ~ Анна, дочка сербського воєводи Стефана Якшича[2]
            - Олена Василівна Глинська (1508 — 4 квітня 1538) — Московська велика княгиня. Регентша Московської держави при малому Іванові IV (1533—1538 рр.).

          - Федір Львович Глинський (? — 1488)
          - Михайло Львович Глинський Дородний (? — 1534) — Політичний діяч Великого князівства Литовського і Московії. Лідер невдалого повстання проти литовської влади 1508 р..~ невідома княгиня Оболенська.
          - Невідома Львівна Глинська ~ Мартин Хребтович

        - Григорій-Юрій Борисович Глинський (? — 1503) — овруцький староста, загинув 1503 в битві з перекопськими татарами на ріці Уші.
        - Олена Григорівна Глинська ~ князь Григорій-Василь Домонт
        - Василь Борисович Глинський (? — 1496)
          - Іван Васильвич Глинський (? — 1508)
          - Василь Васильович Глинський
            - Михайло Васильович Глинський (? — 1559) — боярин, воєвода.
              - Іван Михайлович Глинський (? — 1602) — боярин, воєвода[3]. Останній представник роду.

            - Юрій Васильович Глинський (? — 1547) — вбитий під час Московського повстання 1547 р.[ru]

          - Семен Васильович Глинський
          - Дмитро Васильович Глинський (? — 1508)
          - Іван-Юрій Васильович Глинський Хромий (? — 1508)
          - Невідома Іванівна Глинська

        - Федька Борисівна Глинська (? — 1491) ~ Олександр Дрождж
        - Іван Борисович Глинський (? — 1498) — Посол Великого князівства Литовського в Орду (1474, 1479–1480), намісник чернігівський (1490–1498). У 1482 році тимчасово переховувався у Великому князівстві Московському.
        - Дашко Борисович Глинський (? — після 1498)
          - Іван Дашкович Глинський Хромий (? — 1499)
          - Василь Дашкович Глинський (? — 1507)[4]
          - Василь Дашкович Глинський (? — 1507)

      - Федір Іванович Глинський (? — ?) ~ Олександра
      - Семен Домонт Іванович Глинський (? — 1448)
        - Федір Семенович Глинський (? — 1480) — слуга київських князів Олелька й Івана. Отримав від них село Борове. Деякі нащадки Федора записувалися Боровськими.
          - Григорій-Василь Федорович Домонт-Кіятів (? — 1498) ~ Олена Григорівна Глинська
          - Богдан Федорович Глинський-Путивльський «Мамай» (? — 1509 (1512)) — Путивльський намісник (1495–1497). ~ княгиня Марія Іванівна Заславська
            - Володимир Богданович Глинський

        - Андрій Семенович Глинський (? — ?)
        - Дмитро Семенович Глинський-Домонт (? — ?) — засновник княжого роду Домонтів. Мав сина Стефана і Потапа. Їхні нащадки втратили князівський титул. Правнук Дмитра, Григорій Домонтович, був засновником козацького старшинського роду.
        - Іван Семенович Глинський (? — 1504)[5] — князі Глинські (смоленська гілка)
        - Агафія Семенівна Глинська (? — 1509)